# Scivias
Scivias es el título de la obra más importante de la escritora, visionaria, teóloga medieval y abadesa Hildegarda de Bingen, escrito entre 1141 y 1152.

## Contenido
Es un libro que explica muchos de los principales dogmas de la fe católica a través de las visiones tenidas por la abadesa, expuestas a través de ricas, coloridas y simbólicas ilustraciones. Junto con las obras Liber vitae meritorum y Liber divinorum operum conforman la trilogía mística y visionaria de la también llamada «Síbila del Rin».
Fue incluido por Migne en su vasto compendio Patrología latina.

## Ediciones en castellano
- Scivias. Conoce los caminos (Segunda edición). Madrid: Editorial Trotta. 1999, 2025. ISBN 978-84-8164-330-5.
- Scivias. Primera Parte, de Hildegarda de Bingen. Lectura y comentario al modo de una lectio medievalis. Edición de Azucena Fraboschi. Buenos Aires: Miño y Dávila Editores. 2009. ISBN 978-84-92613-31-1.

- Datos: Q3045605
- Multimedia: Scivias / Q3045605